# Crossotus klugi
Crossotus klugi là một loài bọ cánh cứng trong họ Cerambycidae.